# 1983 en sport
Cet article présente les faits marquants de l'année 1983 en sport.

## Athlétisme
- 3 juillet : à Colorado Springs, Evelyn Ashford améliore le record du monde du 100 mètres (féminin) en 10,79 s.

- Premier championnat mondial d'athlétisme IAAF à Helsinki.

## Automobile
- Nelson Piquet remporte le championnat du monde de Formule 1 au volant d'une Brabham-BMW.

## Baseball
- Série mondiale : les Orioles de Baltimore remportent le titre 4 manches à 1 face aux Phillies de Philadelphie.
- Finale du championnat de France : Paris UC bat Meyzieu.

## Basket-ball
- NBA : les 76ers de Philadelphie sont champions NBA en battant les Lakers de Los Angeles en 4 manches.
- Championnat NCAA masculin de basket-ball : l'université de North Carolina State est championne en battant en finale l'université de Houston.
- Le CSP Limoges est champion de France.

## Cyclisme
- Tour d'Italie : Giuseppe Saronni (Italie).
- Tour de France : Laurent Fignon (France).
- Championnat du monde de cyclisme sur route : Greg LeMond (États-Unis).

## Football
- Le FC Nantes remporte le championnat de France de football.
- 11 juin. Paris Saint-Germain remporte la 2e Coupe de France de son histoire en s'imposant 3-2 en finale face au FC Nantes.

## Football américain
- 30 janvier : Super Bowl XVII : Redskins de Washington 27, Dolphins de Miami 17. Article détaillé : Saison NFL 1982.
- Finale du championnat de France : Spartacus Paris bat Anges Bleus Joinville.

## Golf
- Professionnel - Hommes
  - Masters de golf (Master Tournament) - Severiano Ballesteros
  - US Open de golf - Larry Nelson
  - Open britannique - Tom Watson
  - Championnat de la PGA - Hal Sutton
- Amateur - Hommes
  - Championnat de golf amateur de Grande-Bretagne messieurs - Philip Parkin
  - Championnat de golf amateur des États-Unis messieurs - Jay Sigel
- Professionnel - Femmes
  - ANA Inspiration - Amy Alcott
  - LPGA Championship - Patty Sheehan
  - US Open féminin de golf - Jan Stephenson
  - Open féminin du Canada - Hollis Stacy

## Hockey sur glace
- Les Islanders de New York remportent la Coupe Stanley.
- Coupe Magnus : Saint-Gervais champion de France.
- Davos champion de Suisse.
- L'Union soviétique remporte le championnat du monde.

## Jeux méditerranéens
- La neuvième édition des Jeux méditerranéens se tient du 8 au 17 septembre à Casablanca (Maroc).

## Natation
- 3 août : à Clovis (Californie), Rick Carey porte le record du monde du 200 m dos à 1 min 58 s 93.
- 6 août : à Clovis (Californie), Rick Carey porte, le même jour, le record du monde du 100 m dos à 55 s 44, puis à 55 s 38.
- 21 août : à Caracas, Rick Carey porte le record du monde du 100 m dos à 55 s 19.
- 22 août : à Caracas, l'équipe des États-Unis, composée de Rowdy Gaines, Steve Lundquist, Matt Gribble et Rick Carey porte le record du monde du relais 4×100 m 4 nages à 3 min 40 s 42.

## Rugby à XIII
- 21 mai : à Narbonne, Carcassonne remporte la Coupe de France face au XIII Catalan 10-3.
- 29 mai : à Toulouse, le XIII Catalan remporte le Championnat de France face à Villeneuve-sur-Lot 10-8.

## Rugby à XV
- La France et l'Irlande remportent le Tournoi des Cinq Nations.
  - Article détaillé : Tournoi des cinq nations 1983
- L'AS Béziers est champion de France.

## Ski alpin
- Coupe du monde
  - L'Américain Phil Mahre remporte le classement général de la Coupe du monde.
  - L'Américaine Tamara McKinney remporte le classement général de la Coupe du monde féminine.

## Tennis
- 23 janvier : après avoir gagné 77 titres en « Simple Messieurs » (voir Records divers depuis les débuts du tennis), dont 61 enregistrés par l'ATP, usé par un style exigeant, Björn Borg, à 26 ans, annonce sa retraite.

- Open d'Australie : Mats Wilander gagne le tournoi masculin, Martina Navrátilová s'impose chez les féminines.
- Tournoi de Roland-Garros : Yannick Noah remporte le tournoi masculin le 5 juin, Chris Evert gagne dans le tableau féminin.
- Tournoi de Wimbledon : John McEnroe gagne le tournoi masculin, Martina Navrátilová s'impose chez les féminines.
- US Open : Jimmy Connors gagne le tournoi masculin, Martina Navrátilová gagne chez les féminines.
- 28 décembre : au Kooyong de Melbourne l'Australie bat la Suède 3-2 en finale et remporte l'édition 1983 de la Coupe Davis.
  - Article détaillé : Coupe Davis 1983

## Volley-ball
- Championnats asiatiques de volley-ball (au Japon) : les tournois "femmes" et "hommes" ont été gagnés par les représentants japonais
- Championnats européens de volley-ball (en Allemagne de l'Est) : l'URSS vainqueur des tournois "hommes et la RDA vainqueur des tournois "femmes"
- Volleyball at the 1983 Pan American Games (à Caracas): le Brésil vainqueur des tournois "hommes" et Cuba vainqueur des tournois "femmes"

## Water-polo
- 1983 FINA Men's Water Polo World Cup (à Malibu, en Californie): USSR vainqueur
- Jeux panaméricains (à Caracas): États-Unis d'Amérique vainqueur
- 1983 FINA Women's Water Polo World (Sainte-Foy, au Québec) : Hollande vainqueur

## Naissances

### Janvier
- 4 janvier : Andy Kyriacou, joueur anglais de rugby à XV.
- 11 janvier : Adrian Sutil, Pilote automobile allemand.
- 14 janvier : Mauricio Soler, coureur cycliste colombien.
- 15 janvier : Emmanuel Chedal, sauteur à ski français.
- 19 janvier : Ronny Turiaf, basketteur français évoluant dans le championnat NBA.
- 24 janvier : Scott Speed, pilote automobile américain.
- 26 janvier : Dimitri Szarzewski, joueur de rugby à XV français.
- 28 janvier : Kimmo Yliriesto, sauteur à ski finlandais.

### Février
- 1er février : Alessandro Calvi, nageur italien, spécialiste du 100 mètres nage libre.
- 8 février : Pierre Roger, nageur français, spécialiste du dos crawlé.
- 7 février : Christian Klien, pilote automobile autrichien.
- 16 février : Tuomo Ruutu, joueur professionnel finlandais de hockey sur glace (ailier), évoluant dans la LNH.
- 23 février : Mirco Bergamasco, joueur de rugby à XV italien.
- 25 février : Ronny Carlos da Silva (Ronny), footballeur brésilien.

### Mars
- 5 mars : Jean-Jacques et Dominique Beovardi, judokas et jujitsuka français.
- 8 mars : Hrvoje Čustić, footballeur croate. († 3 avril 2008).
- 29 mars : Sofian El Adel, joueur international néerlandais de futsal.
- 30 mars : Margaret Hoelzer, nageuse américaine spécialiste du dos crawlé.

### Avril
- 1er avril :
  - Franck Ribéry, footballeur français.
  - Jussi Jokinen, joueur finlandais de hockey sur glace.
  - Sean Taylor, joueur américain de football U.S.. († 27 novembre 2007).
- 7 avril : Eder Silva, joueur de football brésilien.
- 13 avril : Schalk Burger, joueur de rugby à XV sud-africain
- 15 avril : Ilia Kovaltchouk, joueur russe de hockey sur glace en NHL.
- 17 avril : Miguel Cabrera, joueur de baseball
- 18 avril : François Clerc, footballeur français.
- 22 avril : Laetitia Blot, judoka et lutteuse française.

### Mai
- 1 mai : Alain Bernard, nageur français.
- 2 mai : 
  - Daniel Sordo, pilote automobile (Rallye WRC) espagnol.
  - Shawn Collymore, joueur de hockey sur glace canadien.
- 7 mai : Aleksandr Legkov (en russe : Александр Геннадьевич Легков), skieur de fond russe.
- 12 mai : Virginie Razzano, joueuse de tennis française.
- 15 mai : Jamal Sampson, joueur américain de basket-ball évoluant en NBA.
- 23 mai : Mickaël Gelabale, basketteur français évoluant dans le championnat NBA.
- 25 mai : Daniel Albrecht, skieur alpin suisse.
- 27 mai : Bobby Convey, joueur de football américain.

### Juin
- 6 juin :
  - Joe Rokocoko, joueur de rugby à XV néo-zélandais
  - Juan Manuel Leguizamón, joueur de rugby à XV argentin.
- 8 juin : Kim Clijsters, joueuse de tennis belge.
- 12 juin : Bryan Habana, joueur de rugby à XV sud-africain
- 13 juin : Jason Spezza, joueur de hockey sur glace canadien, évoluant dans la Ligue nationale de hockey.
- 14 juin : Fabien Patanchon, coureur cycliste professionnel français.
- 23 juin : Vincent Gragnic, footballeur français.
- 28 juin : Joerg Ritzerfeld, sauteur à ski allemand.
- 29 juin : Giancarlo Maldonado, footballeur vénézuélien.
- 30 juin : Heath Benedict, joueur américain de football U.S, d'origine néerlandaise. († 26 mars 2008).

### Juillet
- 5 juillet : Zheng Jie, joueuse de tennis chinoise.
- 12 juillet : Yarelis Barrios, athlète cubaine, pratiquant le lancer du disque, médaille de bronze aux Championnats du monde 2007.
- 13 juillet : Liu Xiang, athlète chinois, champion olympique du 110 mètres haies aux Jeux d'Athènes en 2004.
- 14 juillet :
  - Igor Andreev, joueur de tennis russe.
- 26 juillet : Tiziano Dall'Antonia, coureur cycliste italien.

### Août
- 13 août : Loris Facci, nageur italien.
- 26 août : Magnus Moan, skieur norvégien, spécialiste de combiné nordique, champion du monde par équipe en 2005.
- 21 août : Vincent Mouillard, basketteur français.
- 30 août : Gustavo Eberto, footballeur argentin, gardien de but de Boca Juniors. († 3 septembre 2007).

### Septembre
- 10 septembre : Jérémy Toulalan, footballeur français.
- 16 septembre : Kirsty Coventry, nageuse zimbabwéenne.
- 21 septembre : Fernando Ezequiel Cavenaghi, footballeur argentin.
- 27 septembre : Jay Bouwmeester joueur de hockey sur glace canadien.
- 28 septembre : Michael Kraus, handballeur allemand, champion du monde 2007.

### Octobre
- 3 octobre : Fred, footballeur brésilien.
- 4 octobre : Abdellah Idlaasri, joueur international néerlandais de futsal.
- 14 octobre : Renato Civelli, footballeur argentin.
- 15 octobre : Bruno Senna, pilote automobile brésilien.

### Novembre
- 2 novembre : Alain Schmitt, judoka français.
- 6 novembre : Nicole Hosp, skieuse alpine autrichienne, championne du monde de slalom géant en 2007.
- 9 novembre : Rebecca Ramanich, judokate française.
- 11 novembre :
  - Arouna Koné, footballeur ivoirien.
  - Philipp Lahm, joueur de football international allemand.
- 15 novembre : Fernando Verdasco, joueur de tennis espagnol.
- 22 novembre : Peter Niemeyer, footballeur allemand.
- 23 novembre : Alain Koffi, basketteur français.
- 24 novembre : Marc Berthod, skieur alpin suisse.

### Décembre
- 2 décembre : Eugene Jeter, joueur américain de basket-ball.
- 15 décembre : Flora Manciet, nageuse française en sauvetage sportif.
- 22 décembre : Nathalie Péchalat, patineuse artistique française.

## Décès
- 20 janvier : Garrincha, footballeur brésilien, champion du monde 1958 et 1962. (° 28 octobre 1933).
- 26 janvier : Del Rice, joueur de baseball
- 22 février :
  - Romain Maes, cycliste belge.
  - Paolo Pedretti, coureur cycliste italien, champion olympique de la poursuite par équipe aux Jeux de Los Angeles en 1932. (° 22 janvier 1906).
- 13 mars : Louison Bobet, cycliste français
- 23 avril : Buster Crabbe, nageur américain
- 31 mai : Jack Dempsey, boxeur américain, champion du monde des poids-lourds de 1919 à 1926. (° 24 juin 1895).
- 29 juin : Joe Delaney, 24 ans, joueur américain de foot. U.S., Kansas City Chiefs. (° 30 octobre 1958).
- 7 juillet : Vic Wertz, joueur de baseball
- 4 août : Alfred Nakache (dit Artem), nageur français. (° 18 novembre 1915).
- 2 septembre : Ferenc Platko, footballeur hongrois (° 2 décembre 1898).
- 8 septembre : Antonin Magne, 79 ans, cycliste français. (° 15 février 1904).
- 31 octobre : George Halas, 88 ans, joueur américain de football U.S, entraîneur des Chicago Bears en NFL. (° 2 février 1895).
- 15 novembre : Charlie Grimm, joueur de baseball
- 30 novembre : George Headley, joueur de cricket des Indes occidentales.